# Castillo de Valencia del Ventoso

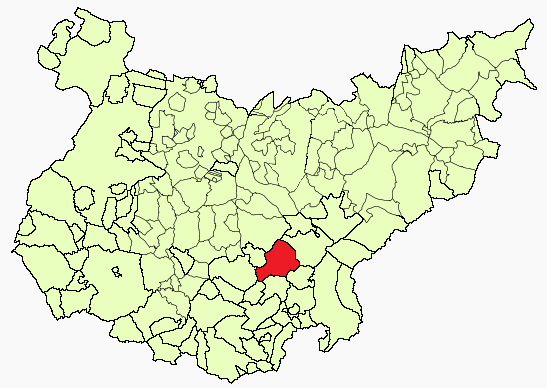
Ubicación del castillo en la provincia de Badajoz.

El Castillo de Valencia del Ventoso es una fortaleza situada en la propia localidad española de Valencia del Ventoso en la comarca Zafra-Río Bodión, en la provincia de Badajoz, a 98 km de Badajoz y 64 de  Mérida, en plenas estribaciones de las sierras del sur.

## Historia
El castillo, que también puede caracterizarse como «casa fuerte» está situado en medio de la población por lo que se deduce que, además de elemento defensivo, se desarrollaban el él funciones civiles. En el mismo sitio donde ahora se sitúa este castillo hubo otro edificio anterior que fue propiedad de la Orden del Temple hasta el año 1312. Cuando esta Orden se disolvió, pasó a formar parte de las propiedades de la Orden de Santiago a mediados de este mismo siglo. La fortificación actual la construyó Rodrigo de Cárdenas en el último cuarto del siglo XV cuando era Comendador de la Orden de Santiago. Posteriormente siguió con la construcción su hijo Juan de Cárdenas, que también fue Comendador de la Orden.
Antiguamente también era una escuela.

## El castillo
Tiene planta poligonal irregular con algunos cubos, todo ello levantado hasta finales del siglo XV y la Torre del homenaje que está situada en el centro de la fortaleza. Durante el siglo XVI se construyeron las zonas residenciales y de administración, el aljibe y los cubos que faltaban. Se terminó de construir en el año 1582 ya que lo indica una lápida existente en la fachada así como que por esa fecha el alcaide era Pedro de Ayala y comendador de la Orden Pedro Venegas de Figueroa. Por encima de esta inscripción hay un gran escudo real labrado en piedra del rey  Felipe II.
Al estar el castillo, o casa fuerte, en medio de la población, se facilitaron los trabajos de la Encomienda por lo que siguió siendo utilizado en estas labores durante el siglo XVIII. En el interior tiene un patio de armas al que dan una serie de edificaciones adosadas a las murallas. Durante los siglos posteriores se realizaron en el castillo numerosas modificaciones y rehabilitaciones de tal modo que, aún hasta finales del siglo XX hubo un centro de enseñanza.